# فيصل عيادة
فيصل عيادة الظفيري لاعب كرة قدم سعودي يلعب في نادي العلمين.
كانت بداياته مع نادي الباطن السعودي وفي يوم الخميس 9 فبراير2017م انتقل إلى نادي العروبة السعودي كلاعب هاوي وفي صيف 2017 وقع مع نادي الجبلين و في عام 2018 وقع مع نادي الوطني و بعدها وقع مع نادي قرية العليا ونادي المحمل و نادي النجم الأزرق و نادي العلمين.

## روابط خارجية
- فيصل عيادة على موقع Soccerway.com (الإنجليزية)